# Fæstningstårn
Et fæstningstårn eller borgtårn er en del af en forsvarsstruktur, der blev brugt i fæstninger som borge og forskellige typer forsvarsmure som bymure og ringmure. De kan have en række forskellige forme afhængig af opførselstidspunkt, sted og funktioner.

## Form

### Rektangulære tårne
Kvadratiske eller rektangulære tårn er nemme at opføre, og giver en god mængde anvendelig plads indeni. Ulempen er, at hjørnerne er sårbare over for underminering. På trods af deres svagheder blev rektangulære fortsat brugt mange steder, og i muslimsk militærarkitektur foretrak denne form.

### Runde tårne
Runde tårne er de mere resistente imod belejringsvåben end firkantede tårne, da projektiler oftere vil deflektere. Den runde form er også stærkere end den lige side på en firkantet tårn, ligesom end bue. Dette princip var kendt allerede i antikken.

### Hesteskoformet tårn
Hesteskoformet (eller D-formet) tårn er et kompromis, der tager de bedste egenskaber fra firkantede og runnde tårn. Den halvcirkelformede side bliver opført ud mod potentielle angribere og kan bedre modstår angreb, mens den flade side på bagsiden giver bedre plads inde i tårnet, og tillader også en større platform på toppen af tårnet. De store tårne på Krak des Chevaliers og porttårnene på Harlech Castle er gode eksempler. Armenske borge som Lampron har også foretrukket denne type tårne.

### Polygonale tårne
En anden udbredt form er et oktagonalt tårn, der er blevet brugt i nogle bergfrieder og på Castel del Monte i Italien.
Det er hybridforme. Keepet på Château Gaillard er eksempelvis bøjet en anelse fremad, men har også trekantede dele, til at deflektere projektiler.

## Galleri
- Hrelyu-tårnet i Rilaklostret, Bulgarien.
- Et rektangulært og et rundt tårn, der rager ud fra muren ved Krak des Chevaliers.
- Ottekantede hjørnetårne ved Castel del Monte, Apulien.
- Tårnene ved Topkapi-paladsets port.
- Murtårne og kvadratisk porttårn ved Aleppos citadel.
- Rektangulært keep og rundt tårn ved Château de Falaise.
- Tvillingetårne ved Tyskerporten, brofæstning i Metz.
- Albarrana-tårn i Castelo de Paderne (Portugal).
- Guédelon, eksperimentel arkæologisk opførelse af middelaldertårn (2015).
- Tårn på Bagh-e Dolat Abad, Yazd, Iran.
- Tårne i Miandasht karavanseraien, Iran. Mange karavanseraier havde tårne.
- Fæstningstårn fra middelalderslot i Szprotawa, Polen (2020).